# オールライト (ジャミロクワイの曲)
「オールライト」(Alright)はジャミロクワイの楽曲。1996年にアルバム「トラベリング・ウィズアウト・ムービング」内でリリースされ、1997年にシングルカットされた曲である。

## 概要
- 日本での発売はイギリスより1ヶ月遅かった[1]。
- アルバム「トラベリング・ウィズアウト・ムービング」に収録された楽曲のうち、バンドリーダーのジェイ・ケイが一番気に入っている曲である[2]。

## ミュージックビデオ
高層ビルの上階にあるフラット(マンション)でのホームパーティでジャミロクワイが演奏するビデオに仕上がっている。
ビデオ冒頭で以下のスーパーカーが5台映る。全てボーカルのケイの個人所有物である。
- ランボルギーニ・ディアブロ30周年特別モデル(1995年製)
- アストンマーティン・DB5(1964年製)
- フェラーリ・F355ベルリネッタ(1994年製)
- ランボルギーニP400ミウラ(1967年製)
- フェラーリ・F40 (1987年製)

90年代に日本でユーロビートが流行った理由の1つはアメリカ音楽と比べるとちょっと変な所だった。このビデオで見せたボーカルジェイ・ケイのちょっと変なダンスと、キーボードのトビー・スミスが作曲したちょっと変なコードは当時話題になった。
女性モデルの中には一卵性双生児がいる。ボーカルのケイも一卵性双生児である(ジェイ・ケイ参照)。
ランボルギーニ・ディアブロ30周年特別モデルとフェラーリF355は楽曲「コズミック・ガール」のミュージックビデオにも登場している。フェラーリF40も両ビデオに登場しているが、本ビデオのF40はケイが所有する1987年製のもので、コズミックガールのF40はニック・メイスンが所有する1983年製のものである。

## チャート
| 国別チャート (1997年)                    | 最高順位 |
| ---------------------------------------- | -------- |
| オーストラリア (ARIA)                    | 84       |
| ベルギー (Ultratip Flanders)             | 8        |
| ベルギー (Ultratop 50 Wallonia)          | 38       |
| カナダ ダンス/アーバン (RPM)             | 13       |
| ヨーロッパ (Eurochart Hot 100)           | 35       |
| フィンランド (Suomen virallinen lista)   | 13       |
| ドイツ (GfK Entertainment charts)        | 98       |
| アイスランド (Íslenski Listinn Topp 40)  | 2        |
| イタリア (Musica e dischi)               | 6        |
| スコットランド (Official Charts Company) | 8        |
| UK シングルス (OCC)                      | 6        |
| UK ダンス (OCC)                          | 3        |
| UK R&B (OCC)                             | 1        |
| UK クラブ (Music Week)                   | 1        |
| US Billboard Hot 100                     | 78       |
| US Dance Club Songs (Billboard)          | 7        |
| US Dance Singles Sales (Billboard)       | 39       |
| US Hot R&B/Hip-Hop Songs (Billboard)     | 84       |

## トラック・リスト
日本盤CDシングル
1. オールライト(radio edit)　- 3:45
2. オールライト(Tee’s Radio Jay)　- 3:27
3. オールライト(Version Vocal)　- 6:04
4. オールライト(Tee’s in house Mix)　- 7:20
5. オールライト(Tee’s Digital Club)　- 7:15
6. オールライト(D.J. Version Exclusion)　- 6:47